# Бернанке, Бен
Бен Шалом Берна́нке (англ. Ben Shalom Bernanke; род. 13 декабря 1953, Огаста, Джорджия) — американский экономист. Председатель Федеральной резервной системы США (2006—2014), в том числе во время Великой рецессии. Председатель Совета экономических консультантов при Белом доме (2005—2006). Член Национальной академии наук США (2021). Лауреат Нобелевской премии по экономике «за исследования банков и финансовых кризисов» совместно с Филлипом Дибвигом и Дугласом Даймондом (2022).
Имеет прозвище «Вертолёт Бен» (Helicopter Ben), полученное после того как в выступлении заявил, что иногда, в условиях кризиса, «разбрасывание денег с вертолёта» может быть полезным для борьбы с дефляцией. Сравнение инфляции с вертолётом, разбрасывающим деньги с неба, принадлежит Милтону Фридману.
Журнал «Time» признал Бернанке «Человеком года» 2009 за его роль в реакции ФРС на мировой финансовый кризис 2007-2008 годов.

## Детство и юность
Бен Бернанке родился 13 декабря 1953 года в еврейской семье в Огасте (штат Джорджия), вырос в городе Диллон (штат Южная Каролина). Его отец Филлип работал фармацевтом, а мать Эдна — учительницей. Его младший брат — адвокат в Северной Каролине, младшая сестра работает в Музыкальном Колледже Беркли в Бостоне. Дед и бабушка по отцовской линии, родом из Борислава, эмигрировали в США из Пшемысля в 1921 году. Дед по материнской линии, Харольд Фридман, был синагогальным кантором и резником.
Даже в детстве Бернанке проявлял разносторонние и неординарные способности. Он совершенствовал знание математики, изучая статистические данные бейсбола. Его мать вспоминает, что даже когда он был маленьким ребёнком, у него был математический талант. Когда ему было одиннадцать лет, он выиграл орфографическое соревнование штата. В средней школе он был редактором школьной газеты, и как выдающийся ученик выступил с заключительной речью на школьном выпускном вечере. К тому же он самостоятельно изучил начала высшей математики, а также показал наилучший результат в штате на экзамене SAT (получил 1590 баллов из тогдашних 1600 возможных). Штат Южная Каролина назвал его одним из своих лучших саксофонистов. Известно также, что Бернанке пробовал себя как литератор и работал над романом.
Бернанке поступил в Гарвардский университет, хотя сначала его родители не хотели, чтобы он там учился. Они опасались, что его увлекут студенческие протесты, и он потеряет связь с иудаизмом. Его родители хотели, чтобы Бернанке учился ближе к дому, в университете в Южной Каролине. Однако преподаватель Гарварда Кеннет Маннинг убедил родителей Бена в том, что ему нужно учиться в Гарварде, куда он и поступил.

## Высшее образование
В Гарварде Бернанке был отличным, прилежным студентом. Он получил степень бакалавра экономики с наивысшим отличием (summa cum laude) в 1975 году. Сначала он решил изучать экономику, однако потом передумал и начал изучать английский язык и математику. Его друзья говорят, что его интерес к английскому языку показывает его любовь к языку. Говорят, что это необычная черта для экономиста, и когда Бернанке стал председателем Федеральной резервной системы, люди заметили, что в отличие от предыдущих председателей, Бернанке способен ясно излагать планы и политику этого агентства.
В 1979 году Бернанке получил степень доктора философии в области экономики в Массачусетском технологическом институте. В аспирантуре Бернанке изучал монетарную экономику. Тема диссертации — «Долгосрочные обязательства, динамическая оптимизация и экономические циклы» (англ. «Long-term Commitments, Dynamic Optimization, and the Business Cycle»). Научным руководителем Бернанке был Стенли Фишер.

## Карьера
После получения докторской степени Бернанке преподавал в Стэнфордском университете с 1979 по 1985 год. С 1985 по 2002 год Бернанке преподавал в Принстонском университете, и с 1996 по 2002 год был заведующим кафедрой экономики Принстона.
В 2002 году Бернанке стал членом Совета управляющих Федеральной резервной системы США (ФРС). В Совете управляющих Бернанке тесно сотрудничал с председателем ФРС Аланом Гринспеном.
В 2005—2006 годах председатель Совета экономических консультантов при Белом доме.

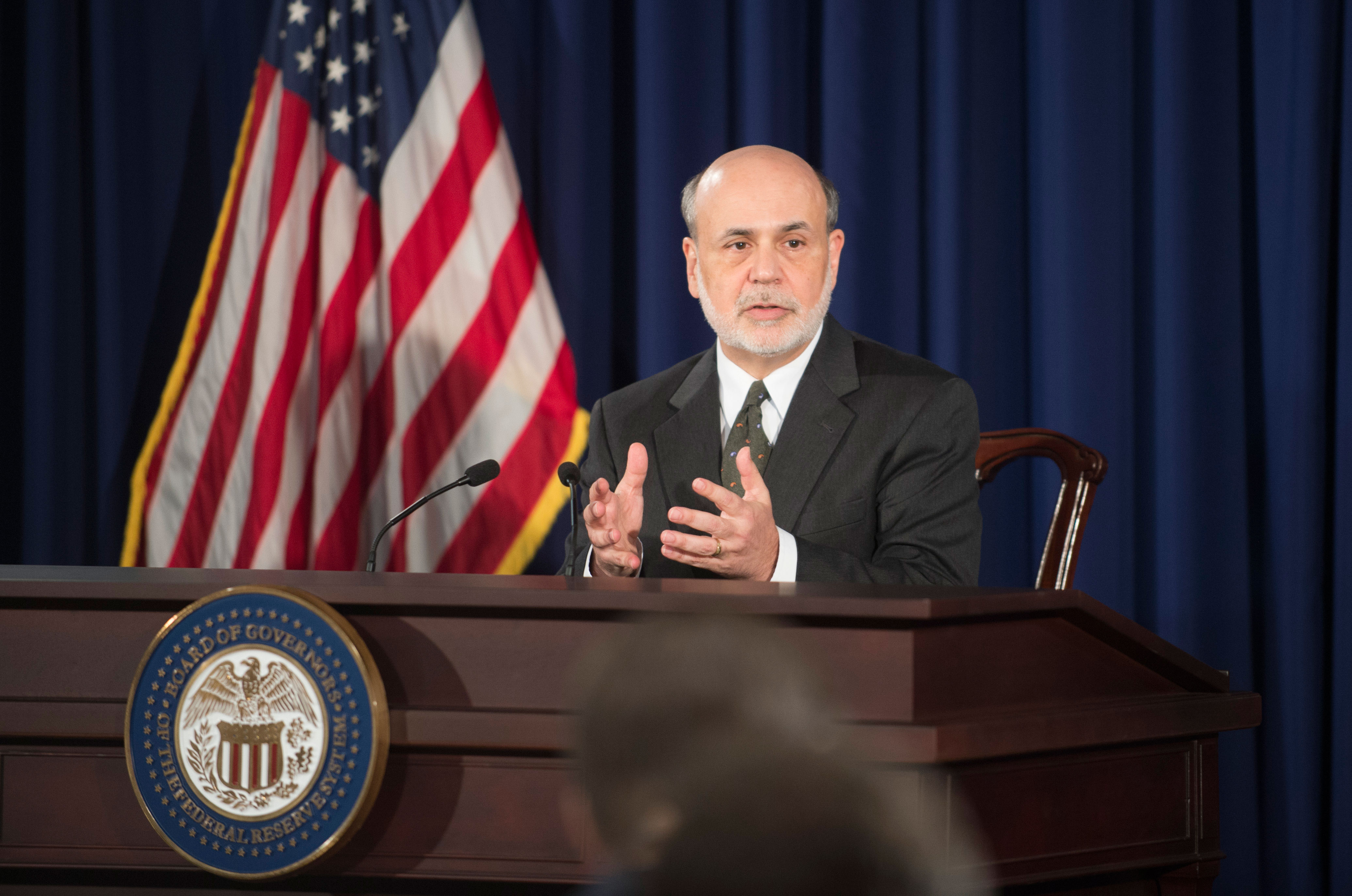
Бен Бернанке, 2013

В 2006 году президент Джордж Буш предложил Бернанке пост председателя ФРС. В американском Сенате выбор Буша был одобрен практически единогласно (против назначения был подан только один голос). 1 февраля 2006 года Бернанке стал председателем ФРС.
25 августа 2009 года президент США Барак Обама предложил назначить Бена Бернанке председателем ФРС на второй срок. 28 января 2010 года сенат США утвердил Бернанке председателем ФРС большинством 70 против 30.
Его полномочия истекли в январе 2014 года, сам он неоднократно заявлял, что не собирается оставаться на третий срок.
В апреле 2015 года стал советником в финансовых компаниях Citadel и Pimco.
В октябре 2015 года издал мемуары «The Courage to Act: A Memoir of a Crisis and Its Aftermath».
Почётный доктор Принстона (2016).

## Взгляды на экономику
Бернанке придерживается консервативных взглядов на экономику, хотя его коллеги утверждают, что принимая свои решения, он руководствуется не пристрастиями, а фактами. Методы Бернанке не похожи на методы Гринспена. Гринспен руководствовался своей интуицией, в то время как Бернанке руководствуется математическим анализом. Является видным представителем кейнсианства.
Бернанке написал книгу о Великой депрессии «Essays on the Great Depression». Как и Милтон Фридман, Бернанке считает, что Великая депрессия была особенно трудной и долгой из-за ошибок Федеральной резервной системы. Он полагает, что Федрезерву следовало увеличивать денежную массу.

## Личная жизнь
Бернанке женат, у него двое детей. Его жена Анна (Anna Bernanke) училась в Колледже Уэллсли и Стэнфордском университете. Его сын Джоэл (Joel Bernanke, род. 1982) учился в медицинской школе. Дочь Алисса (Alissa Bernanke, род. 1986) училась в Сент-Джонс колледже.
В свободное время Бернанке любит играть в сквош.
В отличие от Алана Гринспена, который был своеобразной знаменитостью во время своего председательства, Бернанке ведёт довольно закрытый образ жизни.

## Труды
- Bernanke, Ben S. (2004). Essays on the Great Depression. Princeton University Press. ISBN 0-691-11820-5.
- Bernanke, Ben S. (October 2015). The Courage to Act: A Memoir of a Crisis and Its Aftermath. W. W. Norton & Company. ISBN 978-0-393-24721-3.
- Абель Э.[англ.], Бернанке Б. Макроэкономика. — СПб.: Питер, 2008. — ISBN 978-5-469-01110-1.
- Бернанке Б., Фрэнк Р. Экономикс. Экспресс-курс. — СПб.: Питер, 2012. — ISBN 978-5-459-00329-1.